# Joseph Wewel
Joseph Wewel (* 12. September 1907 in Bevergern; † 5. Februar 1978) war ein deutscher römisch-katholischer Geistlicher. 
Der später zum Prälaten ernannte Priester erlangte Bekanntheit durch seine zentrale Rolle innerhalb der Finanzverwaltung der katholischen Kirche in Westdeutschland sowie als Wallfahrtsleiter und Apostolischer Visitator.

## Leben und Wirken
Der gebürtige Bevergerner Joseph Wewel erhielt nach dem Studium der Katholischen Theologie am 29. Juli 1934 im Hohen Dom zu Münster die Priesterweihe. Seine erste Kaplanstelle trat er in der Pfarrgemeinde St. Paul in Recklinghausen an. Dort verboten ihm die Nationalsozialisten prompt das Betreten der seinerzeit noch katholischen Schule und stellten ihn vor ein Sondergericht.
Bischof Clemens August Graf von Galen berief ihn 1937 an das Bischöfliche Generalvikariat in Münster. 1939 erhielt er die Ernennung zum Leiter der Bischöflichen Finanzkammer der Kirchenprovinz Köln, deren Direktor er 1941 wurde.

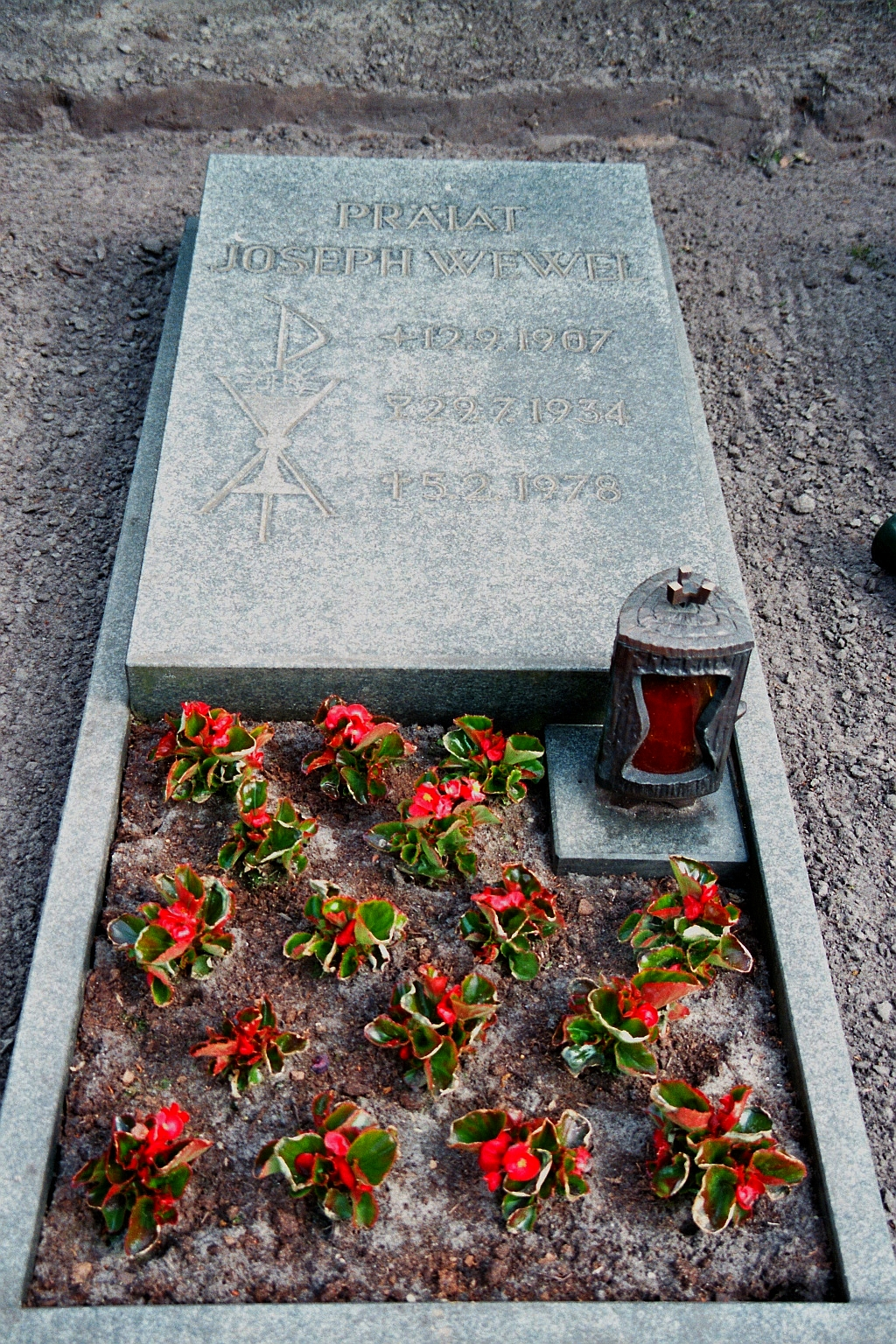
Grab von Prälat Joseph Wewel auf dem Neuen Friedhof in Bevergern

Aufgrund seiner besonderen Fachkenntnisse wurden Joseph Wewel außerdem zahlreiche weitere Aufgaben in Kuratorien, Krankenhäusern und Heimen übertragen. Bis 1969 oblag ihm im Auftrag der Westdeutschen Bischofskonferenz die zentrale Verteilung der Finanzierungsmittel für überdiözesane Aufgaben. Diese Arbeit, die er mit nur einer Mitarbeiterin bewältigte, wurde anschließend vom Sekretariat der Deutschen Bischöfe in München übernommen. Prälat Wewel hatte somit Schlüsselfunktionen innerhalb der Finanzverwaltung der katholischen Kirche in Westdeutschland inne. Im Auftrag des Vatikans war er zudem als Apostolischer Visitator tätig.
1949 ernannte ihn Bischof Michael Keller zusätzlich zum Leiter der Diözesan-Pilgerstelle. Diese Funktion machte Joseph Wewel vielen Gläubigen im Bistum Münster bekannt, da er zahlreiche Pilgerzüge nach Lourdes, Fátima und Rom leitete. Den Krankenwallfahrten nach Lourdes galt dabei seine besondere Liebe. Außerdem führte der Geistliche, der bis zu seinem Tod engen Kontakt zu seiner Heimatstadt Bevergern hielt, insgesamt 41 Mal die Telgter Wallfahrt an.
Die Verdienste von Joseph Wewel wurden von der Kirche 1960 mit der Ernennung zum Päpstlichen Geheimkämmerer und 1965 zum Päpstlichen Hausprälaten gewürdigt. Bischof Joseph Höffner wies bei der Überreichung der Ernennungsurkunde zum Prälaten vor allem auf Wewels Verdienste bei der Abwicklung des überdiözesanen Lastenausgleichs hin.
1974 wurde er in den Ruhestand versetzt. Prälat Joseph Wewel starb nach längerer Krankheit am 5. Februar 1978 im Alter von 70 Jahren. Er wurde am 9. Februar 1978 bei der Kreuzgruppe auf dem Neuen Friedhof in Bevergern beigesetzt, direkt neben Ehrendechant Albert Freude. Die Totenmesse hielt Diözesanbischof Reinhard Lettmann.